# Polín Trinidad
Polín Trinidad (nacido el 19 de noviembre de 1984 en El Seibo) es un lanzador dominicano de ligas menores que se encuentra en la organización de los Atléticos de Oakland. Su altura se registra en 6 pies y 3 pulgadas (191 cm) y pesa 195 libras (88 kg).
El 7 de junio de 2002, Trinidad fue firmado por los scouts Julio Linares y Rick Aponte como amateur para los Astros de Houston. Durante el Juego de Estrellas de Grandes Ligas de 2008, Trinidad fue seleccionado para jugar en el Equipo del Mundial en el Juego de las Futuras Estrellas. Fue miembro del roster de 40 jugadores de los Astros, hasta que fue designado para asignación el 21 de julio de 2010 después de que los Astros afirmaran a Nelson Figueroa y Anderson Hernández desde waivers. En diciembre de 2010, como agente libre, Trinidad firmó un contrato de ligas menores con los Cachorros de Chicago.
En 2011, Trinidad firmó un contrato de ligas menores con los Atléticos de Oakland y asignado a Doble-A con Midland RockHounds en la Texas League.

## Liga Dominicana
En la Liga Dominicana de Béisbol, Trinidad lanzó para los Tigres del Licey luego para las Estrellas Orientales.